# Stéphane Perger
 (octobre 2018).
Stéphane Perger, né le 10 novembre 1975 à Saint-Étienne, est un dessinateur français de bande dessinée.

## Biographie
Après des études à Saint-Étienne et Nevers, il rejoint l'École supérieure des arts décoratifs de Strasbourg. Sa première publication parait dans Faille Temporelle no 10. En 1999, il remporte l'Alph Art Jeune Talent au festival d'Angoulême[réf. nécessaire]. Il obtient son diplôme la même année tout en continuant de publier dans la revue Jade de petites histoires en noir et blanc. Avec l'éditeur 6 pieds sous terre il commence une adaptation d'un Poulpe en roman graphique. Sir Arthur Benton qui parait en février 2005, est son premier album en couleur directe.
En 2008, il publie une nouvelle série, Sequana ; l'action se déroule durant les inondations de Paris au début du XXe siècle. Cette série est éditée par Emmanuel Proust.

## Publications
Éditions Emmanuel Proust
- Sir Arthur Benton (Avec Tarek) – Ier cycle
  1. Opération Marmara - 2005
  2. Wannsee, 1942 - 2005
  3. L’assaut final - 2006

- Sequana (Avec Léo Henry)
  1. Le Guetteur mélancolique - 2008
  2. Le Pyrogène - 2009
  3. La Cathédrale engloutie - 2010

Six pieds sous terre
- Pour cigogne le glas (adaptation d'un Poulpe) - 2001
- Scotland Yard - T1 : Au cœur des ténèbres et T2 : Poupées de sang avec Dobbs, collection 1800, Soleil Productions, 2012-2013

- Dark Museum, Delcourt

1. American Gothic, avec Alcante et Gihef (scénaristes), 2017

- Brûlez Moscou, avec Kid Toussaint (scénario), Le Lombard, 2018

Glénat
- Luminary , scénario de Luc Brunschwig, dessins et couleurs de Stéphane Perger, Glénat

1. Canicule, mai 2019,  (ISBN 9782344025543) - Sélection officielle du Festival d'Angoulême 2020

## Prix et nominations
- 1999 : Alph-Art graine de pro au festival d'Angoulême
- Sir Arthur Benton – Ier cycle
  - Prix du meilleur premier album, Moulins 2005
  - Prix du meilleur scénario, Decines 2005
  - Prix du meilleur scénario, Marly 2005
  - Prix du festival, Rouans 2006
  - Album de l’année, Caen & Vannes 2006
  - Scénario d’or, Brignais 2006
  - Prix de la meilleure série, Rives de Gier 2006
  - Saint-Michel du meilleur scénario, Bruxelles 2007[2],[3]

## Expositions
- Sir Arthur Benton – Ier cycle
  - Synagogue de Strasbourg, 2005
  - Salon BD d'Arnage 2005
  - Librairie Album, Rennes 2005
  - Librairie Critic, Rennes 2005
  - Académie de l'Ardèche depuis 2006[4]
  - Mémorial de Caen, 2008[5],[6]
  - Salon de Faches-Thumesnil, 2009[7]